# Marie Ndiaye
Marie Ndiaye, eller Marie N'Diaye, född 4 juni 1967 i Pithiviers i Loiret, är en fransk författare och dramatiker. Hon publicerade sin första roman, Quant au riche avenir, när hon bara var 17 och hon vann Prix Femina 2001 för sin roman Rosie Carpe. Hennes pjäs Papa doit manger sattes upp på Comédie-Française 1998. Det är den andra pjäs skriven av en kvinnlig författare som spelats av Comédie-Française.
Ndiaye föddes i Pithiviers, i norra Frankrike, och växte upp med sin franska mor. Hennes far var senegales, men hon träffade honom för första gången när hon var femton. Hon började skriva redan som tolvåring. Efter sin första roman skrev hon ytterligare sex romaner, alla publicerade av förlaget Minuit, och en novellsamling. Hon har även skrivit en tvåhundrasidig roman som består av en enda mening, Comédie Classique. Den publicerades av förlaget POL när hon var 21 år. Förutom romaner, har Ndiaye skrivit ett antal pjäser och ett filmmanus. Hon var medförfattare till manuset av Claire Denis film  White material från 2009.
Hennes roman Tre starka kvinnor (Trois femmes puissantes) vann Goncourtpriset 2009.

## Verk

### Romaner och noveller
- Quant au riche avenir, Minuit, 1985 (ISBN 2-7073-1018-2) (Och den ljusnande framtid, Interculture)
- Comédie classique, P.O.L, 1988 (ISBN 2-86744-082-3)
- La femme changée en bûche, Minuit, 1989 (ISBN 2-7073-1285-1)
- En famille, Minuit, 1991 (ISBN 2-7073-1367-X)
- Un temps de saison, Minuit, 1994 (ISBN 2-7073-1474-9)
- La Sorcière, Minuit, 1996 (ISBN 2-7073-1569-9)
- Rosie Carpe, Minuit, Prix Femina 2001 (ISBN 2-7073-1740-3)
- Tous mes amis, noveller, Minuit, 2004 (ISBN 2-7073-1859-0)
- Autoportrait en vert, Mercure de France, 2005 (ISBN 2-7152-2481-8)
- Mon cœur a l'étroit, Gallimard, 2007 (ISBN 978-2-07-077457-9) (Mitt instängda hjärta, 2012, svensk översättning: Ragna Essén)
- Trois femmes puissantes, Gallimard, Goncourtpriset, 2009 (ISBN 978-2070786541) (Tre starka kvinnor, 2010, svensk översättning: Ragna Essén)
- Ladivine, Gallimard, 2013 (ISBN 978-2070126699) (Ladivine, 2014, svensk översättning: Ragna Essén)[3]
- La Cheffe, roman d'une cuisinière, Gallimard, 2016 ISBN 978-2070116232 (La cheffe , 2018, svensk översättning: Maria Björkman)
- La vengeance m'appartient, Gallimard, 2020 ISBN 978-2-07-284194-1 (Min är hämnden, 2022, svensk översättning: Ragna Essén)

### Drama
- Hilda, Minuit, 1999 (ISBN 2-7073-1661-X)
- Papa doit manger, Minuit, 2003 (ISBN 2-7073-1798-5)
- Rien d'humain, Les Solitaires Intempestifs, 2004 (ISBN 2-84681-095-8)
- Les serpents, Minuit, 2004 (ISBN 2-7073-1856-6)

### Barnböcker
- La diablesse et son enfant, illustration Nadja, École des loisirs, 2000 (ISBN 2211056601)
- Les paradis de Prunelle, illustration Pierre Mornet, Albin Michel Jeunesse, 2003 (ISBN 2226140689)
- Le souhait, illustration Alice Charbin, École des loisirs, 2005 (ISBN 2211079628)

### Essäer
- La naufragée, Flohic, 1999 (ISBN 2842340620)

### Filmmanus
- White material, regisserad av Claire Denis, 2009.